# Vejle Adventkirke
Vejle Adventkirke er den ældste bygning i Danmark, der blev bygget som Adventkirke. Kirken ligger i Svendsgade i Vejles vestby.
Selve menigheden blev stiftet i 1883 som følge af John G. Mattesons arbejde, som i 1877 begyndte sit arbejde i Danmark da han ankom med toget til netop Vejle. Han havde gennem sit blad, Advent-Tidende, fået forbindelse med en sabbatsholdende familie i Uhre ved Brande, som bliver en del af den nye menighed. Det er også i Vejle, at Matteson 14 dage efter sin ankomst får trykt den første adventistsalmebog.
Man mødes i hjemmene indtil selve kirken bliver bygget i 1938, som den første kirke i Danmark bygget af syvendedags-adventisterne.
I kirken bliver der hver lørdag – eller sabbat – holdt bibelstudie og gudstjeneste om formiddagen. Desuden bruges kirken til menighedens andre aktiviteter, bl.a. aftenkirke om fredagen. Nuværende præster ved kirken er Robert Svendsen og Andreas Müller.